# Noah Jackson
Noah Jackson (* 1988) ist ein US-amerikanischer Jazzmusiker (Kontrabass, Komposition, auch Cello) des Modern Jazz.

## Leben und Wirken
Jackson, der aus Detroit stammt, studierte zunächst bis 2010 an der Michigan State University unter Leitung von Rodney Whitaker, um dann seinen Master an der New Yorker Manhattan School of Music bei Larry Ridley zu absolvieren.
Daneben war er ab den späten 2000er-Jahren in der Detroiter Jazzszene, tätig, wo erste Aufnahmen 2010 mit RJ Spangler/Planet D Nonet (We Travel the Spaceways) entstanden. Unter eigenem Namen legte er das Album Contemplations: A Suite vor, das von der Zeitschrift Detroit Metro Times unter die zehn besten Jazz-Alben des Jahres 2011 gewählt wurde. Des Weiteren trat er 2012 mit eigener Formation auf dem Detroit Jazz Festival auf. 2013 beteiligte er sich am Wettbewerb um den Scott LaFaro Prize und erhielt eine ehrenhafte Erwähnung.
In den folgenden Jahren spielte er u. a. mit Winard Harper, Branford Marsalis, Jason Marsalis, Hugh Masekela, Jazzmeia Horn, George Burton, J. D. Allen, Terence Blanchard, Keyon Harold, Ravi Coltrane, Gloria Gaynor und Abdullah Ibrahim; außerdem tourte er in Ländern wie Oman, Angola, Frankreich, Belgien, Qatar und Südafrika.  Aufnahmen entstanden ferner mit dem Pianisten Enoch Smith Jr. (Misfits II: Pop).  Als Musiker hatte er einen Auftritt in dem Spielfilm Monica Z (2013, Regie Per Fly), einer Filmbiografie über Monica Zetterlund. Mit dem Quartett von Abdullah Ibrahim hat er einen improvisierten Soundtrack für den Film Mandela's Gun von John Irvin aufgenommen, der 2018 mit dem Harlem Film Festival Award for Best Soundtrack ausgezeichnet wurde.